# Finn Karlsen

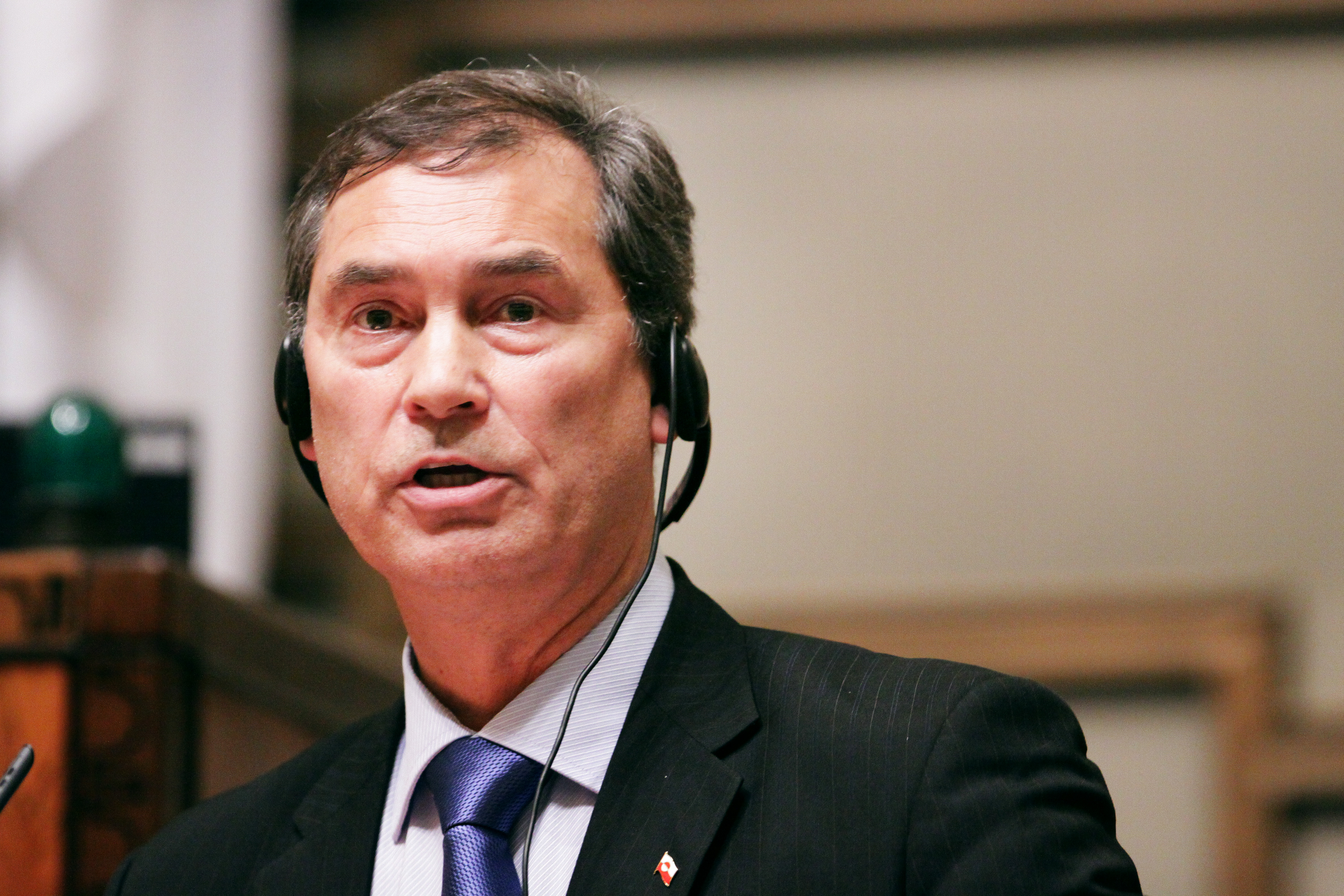
Finn Karlsen (2008)

Finn Karlsen (* 1. August 1952 in Upernavik) ist ein grönländischer Politiker.

## Leben
Finn Karlsen ist der Sohn der Kindergärtnerin Mina Hansen. Er ist mit der Küchenleiterin Heidi Sikemsen (* 1963) liiert.
Er wurde zum Handelsassistenten ausgebildet. Ab 1975 war er Jugendsportleiter. Von 1979 bis 1983 war er Hallenassistent in Qaqortoq und von 1981 bis 1983 Halleninspektor in Paamiut. Anschließend war er bis 2003 als Halleninspektor in Narsaq tätig.
1989 wurde er für die Atassut in den Gemeinderat der Gemeinde Narsaq gewählt. Bei der Parlamentswahl 1995 wurde er erstmals ins Inatsisartut gewählt und 1999 und 2002 wiedergewählt. Von Januar bis September 2003 war er Minister für Erwerb und Rohstoffe im Kabinett Enoksen II, wofür er aus dem Gemeinderat ausschied. 2005 wurde er Vorsitzender der Atassut, wurde in den Rat der Gemeinde Nuuk und bei der Parlamentswahl 2005 erneut ins Inatsisartut gewählt. Dazu wurde er im Dezember 2005 zum Minister für Fischerei und Jagd im Kabinett Enoksen IV ernannt. Im November 2006 übernahm er auch das Landwirtschaftsressort. Er behielt sein Ministerium auch im Kabinett Enoksen V von 2007 bis 2009. Auch 2009 wurde er wiedergewählt. Nach der Wahl trat er von seinem Posten als Parteivorsitzender zurück.
2010 wechselte er zur Siumut. Bei der Wahl 2013 zog er für seine neue Partei erneut ins Inatsisartut ein. Im Januar 2014 wurde er wieder zum Minister für Fischerei, Jagd und Landwirtschaft im Kabinett Hammond II ernannt. Nach dem Rücktritt Aleqa Hammonds als Premierministerin im Oktober 2014 blieb er noch bis Dezember 2014 im vorübergehenden Kabinett unter Kim Kielsen, wo er zusätzlich das Ministerium für Erwerb, Rohstoffe und Arbeitsmarkt übernahm.
Bei der folgenden Parlamentswahl verpasste er erstmals seit knapp 20 Jahren den Einzug ins Parlament. Auch bei der Kommunalwahl 2017, wo er erstmals seit 2005 wieder kandidierte, konnte er keinen Sitz erreichen. Bei der Parlamentswahl 2018 trat er für die Partii Naleraq an, erhielt aber nur noch 14 Stimmen. Bei der Wahl 2021 erhielt er 20 Stimmen für die Naleraq. Bei der Kommunalwahl 2021 konnte er den zweiten Nachrückerplatz der Naleraq in der Kommuneqarfik Sermersooq erreichen. Mit dem Rücktritt von Pele Broberg rückte er im Herbst 2023 in den Kommunalrat auf. Bei der Parlamentswahl 2025 erhielt er nur noch vier Stimmen. Bei der Kommunalwahl 2025 erreichte er nur den sechsten Nachrückerplatz seiner Partei in der Kommuneqarfik Sermersooq.